# Euforia – Helen Sjöholm Sjunger Billy Joel
Euforia – Helen Sjöholm sjunger Billy Joel är ett musikalbum med Helen Sjöholm från 2010. På skivan gör Helen Sjöholm svenska versioner av den amerikanske sångaren och pianisten Billy Joels låtar. De svenska texterna är skrivna av Tomas Andersson Wij.

## Låtlista
1. Euforia (Summer, Highland Falls) – 3'13
2. Ärlighet (Honesty) – 3'40
3. Låt det va (Don't Ask Me Why) – 2'53
4. Flodens botten (The River of Dreams) – 5'21
5. Barpianisten (Piano Man) – 5'12
6. Varje sår söker ett sår (And So It Goes) – 3'08
7. Kvinnan för dig (She's Always a Woman) – 3'24
8. New York (New York State of Mind) – 4'49
9. Ljudet av ett regn (The Falling of the Rain) – 3'46
10. Leila (All for Leyna) – 3'32
11. Sångerna (Lullabye (Goodnight, My Angel) – 3'16

## Medverkande
- Helen Sjöholm – sång
- Jojje Wadenius – elgitarr
- Martin Östergren – piano, orgel
- Gunnar Nodén – gitarr
- André Ferrari – trummor
- Fredrik Jonsson – bas
- Magnus Lindgren – tenorsaxofon

## Listplaceringar
| Lista (2010) | Topplacering |
| ------------ | ------------ |
| Sverige      | 6            |

## Recensioner
- Svenska Dagbladet 2010-11-16
- Upsala Nya Tidning 2010-11-17